# 헨리의 이야기
《헨리의 이야기》(영어: Regarding Henry)는 미국에서 제작된 1991년 드라마 영화이다. 마이크 니컬스가 연출과 제작을 맡고, 해리슨 포드 등이 출연하였다.

## 출연진
- 해리슨 포드
- 애넷 베닝
- 빌 넌
- 리베카 밀러
- 브루스 올트먼
- 미키 앨런
- 엘리자베스 윌슨
- 도널드 모펏
- 제임스 레브혼
- 로빈 바틀릿
- 존 레귀자모
- 제프리 에이브럼스

## 기타 제작진
- 공동 제작: 제프리 에이브럼스
- 협력 제작: 수전 맥네어
- 배역: 엘런 루이스, 줄리엣 테일러
- 미술: 토니 월턴
- 의상: 앤 로스

## 음악
사운드트랙 곡 목록
1. "Walkin' Talkin' Man"
2. "A Cold Day In NY"
3. "Blowfish"
4. "Ritz"
5. "Henry Vs Henry"
6. "Ritz Part II"
7. "I Don't Like Eggs"
8. "Gotta Get Me Some Of That"
9. "Central Park, 6PM"
10. "Buddy Grooves"

## 우리말 녹음
MBC 성우진 (2005년 4월 1일)
- 양지운 - 헨리 (해리슨 포드)
- 송도영 - 세라 (애넷 베닝)
- 박소라 - 레이철 (미키 앨런)
- 최한 - 브래들리 (빌 넌)
- 장성호 - 브루스 (브루스 올트먼)
- 김은영
- 정희선
- 김태훈
- 이도련
- 김지영
- 문남숙
- 방성준
- 이원찬
- 조현정
- 류승곤
- 양준건
- 이민하